# Domagné
 Domagné  es una población y comuna francesa, situada en la región de Bretaña, departamento de Ille y Vilaine, en el distrito de Rennes y cantón de Châteaubourg.

## Demografía
| 1326 | 1232 | 1220 | 1487 | 1499 | 1633 |
| Para los censos de 1962 a 1999 la población legal corresponde a la población sin duplicidades (Fuente: INSEE [Consultar]) |      |      |      |      |      |